# هيدو هاشيموتو
هيدو هاشيموتو، (باليابانية: 橋本 英郎 هاشيموتو هيدو) من مواليد 21 مايو 1979 في أوساكا في اليابان، لاعب كرة قدم ياباني.
بدأ مسيرته الكروية مع نادي غامبا أوساكا في عام 1998، وهو يلعب معهم حتى الآن كلاعب وسط.
و قد بدأ باللعب مع منتخب اليابان لكرة القدم في عام 2007.

## روابط خارجية
- هيدو هاشيموتو على موقع الاتحاد الدولي (مؤرشف)  (الإنجليزية)
- هيدو هاشيموتو على موقع رابطة كرة القدم اليابانية للمحترفين (اليابانية)
- هيدو هاشيموتو على موقع قاعدة بيانات كرة القدم.إي يو (الإنجليزية)
- هيدو هاشيموتو على موقع ناشيونال فوتبول تيمز (الإنجليزية)
- هيدو هاشيموتو على موقع Soccerway.com (الإنجليزية)
- هيدو هاشيموتو على موقع عالم كرة القدم.نت (الإنجليزية)
- هيدو هاشيموتو على موقع كووورة